# Abulqásim Lahuti
Abulqasim Lahuti (Kermanshah, Persia, 12 de octubre de 1887 – Moscú, Unión Soviética, 16 de marzo de 1957) (persa: ابوالقاسم لاهوتی, tayiko: Абулқосим Лоҳутӣ, ruso: Абулькасим Ахмедзаде Лахути), también transliterado como Abulqosim Lohuti, fue un poeta y activista persa que vivió en Irán durante la revolución constitucional iraní y en Tayikistán a principios de la era soviética.

## Biografía

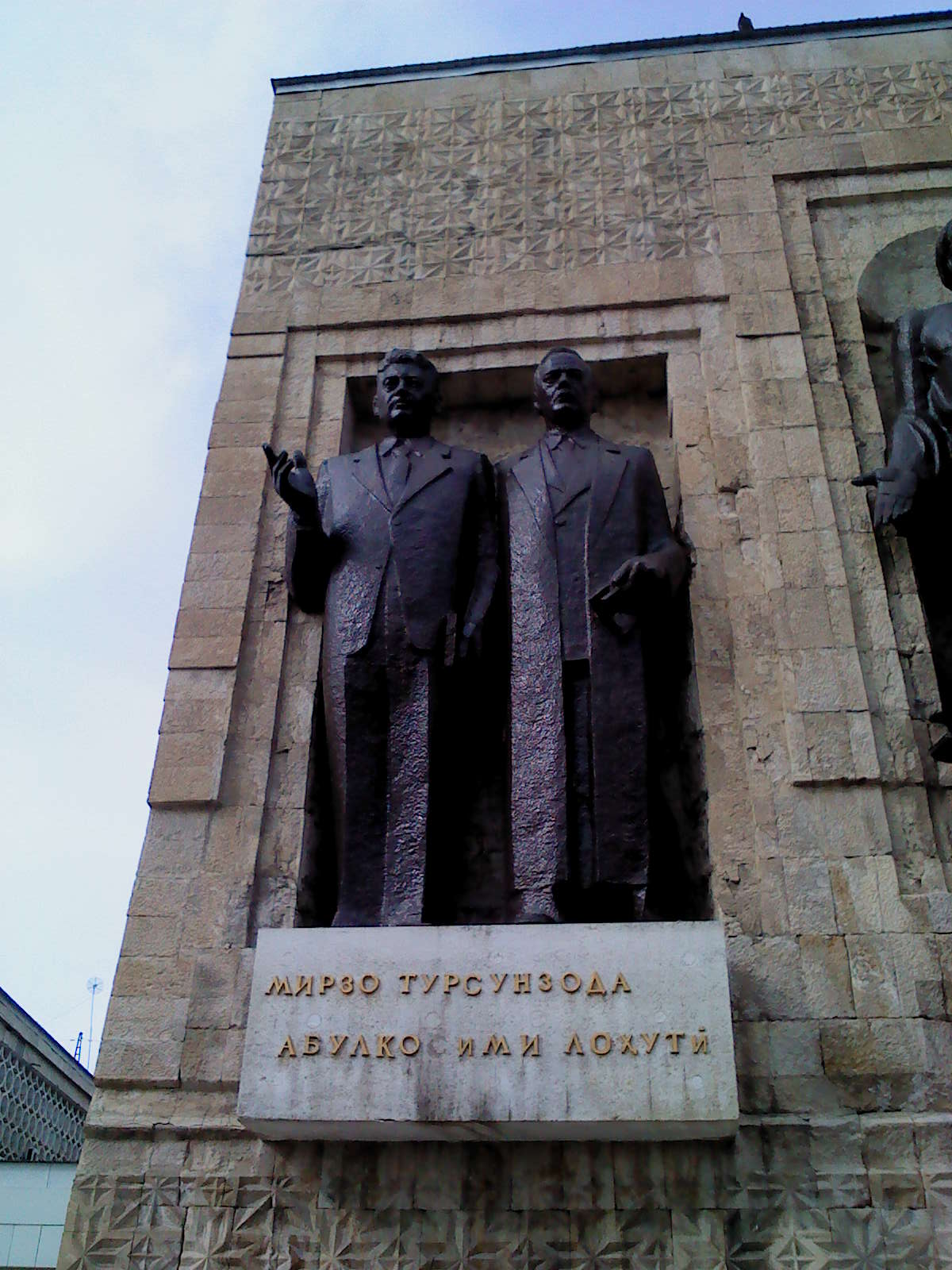
Estatua de Abulqasim Lahouti (derecha) en el edificio del Sindicato de Escritores Tayikos, en Dusambé.

Nació en Kermanshah de padre persa y madre kurda. Su padre era un poeta llamado Mirza Ahmad Elhami. Abulqasim Lahuti vio publicado su primer poema en el periódico Habl al-Matīn de Calcuta a los 18 años.
Pronto se inició en la política y recibió una medalla de Sattar Jan por sus esfuerzos.
Al principio, asistió a una escuela clerical, pero posteriormente viajó a Bulgaria y escribió numerosos poemas sobre el islam. Volvió a Irán y se alistó en el ejército, graduándose como capitán.
Tras ser sentenciado a muerte por un tribunal en Qom, huyó a Turquía, pero poco después volvió y se unió al jeque Mohammad Jiabani en Tabriz. Sus fuerzas derrotaron a las de Mahmud Jan Puladín, pero pronto fueron disueltas por nuevos refuerzos. Huyó a Bakú.
Mientras vivía en Najicheván, se interesó por el comunismo. Tras casarse con una poetisa de nombre Sisil Banu, al no poder iniciar un golpe de Estado contra el gobierno central de Irán, se rindió y se trasladó a la Unión Soviética, donde pasó el resto de su vida.
En 1925, viajó a Dusambé y se reunió con los amigos de Sadriddin Aini. Su poesía fue admirada por el público, y obtuvo el reconocimiento de ser el fundador de la poesía tayika soviética.
Lahuti es el autor del Himno de la República Socialista Soviética de Tayikistán. También es el autor de, entre otras obras, Kovai ohangar («Kavé el herrero», 1947), Qasidai Kremel («Oda al Kremlin», 1923) y Todj va bairaq («La corona y la bandera», 1935). Su colección de poesía, en seis volúmenes, se publicó entre 1960 y 1963.
Murió el 16 de marzo de 1957 en Moscú.